# Hägglunds Arena
Die Hägglunds Arena (bis 2021 Fjällräven Center, zuvor Swedbank Arena) ist eine Mehrzweckhalle in der schwedischen Stadt Örnsköldsvik, Västernorrlands län. Sie ersetzte die Kempehallen (1964–2012) als Heimspielstätte von MODO Hockey, ein Eishockeyclub der gegenwärtig in der zweithöchsten schwedischen Liga spielt.

## Geschichte
Der Baubeginn für die Arena war am 14. September 2004. Die Eröffnung folgte am 26. August 2006. Die Arena befindet sich in der Innenstadt von Örnsköldsvik. Durch die Lage am Hafen ist sie von drei Seiten mit Wasser umgeben. Das Halle bietet zudem 48 Luxussuiten, und andere Eigenschaften umfassen ein Restaurant und sechs Bars. Das Atrium verfügt über eine Funktion namens Active Light Field, womit die Farben des Atriums geändert werden können.
Der erste Namenssponsor war die Swedbank. Im November 2009 wurde angekündigt, dass Fjällräven, ein schwedisches Unternehmen für Outdoor-Ausrüstung und -bekleidung, Namensgeber der Arena geworden sei. Ab dem 1. Januar 2010 trug sie den Namen Fjällräven Center, ehe sie im August 2021 in Hägglunds Arena umbenannt wurde, nachdem BAE Systems Hägglunds und Bosch Rexroth gemeinsam die Namensrechte für zehn Jahre erworben hatten.
Die Arena war 2007, 2010, 2014 und 2018 Schauplatz eines Halbfinals und im Jahr 2023 des Semifinals des Melodifestivalen, der schwedische Vorentscheidung zum Eurovision Song Contest. 2008 war sie Austragungsort der Curling-Europameisterschaft der Männer und Frauen. 2019 war sie ein Spielort der Eishockey-Weltmeisterschaft der U18-Junioren.

## Galerie

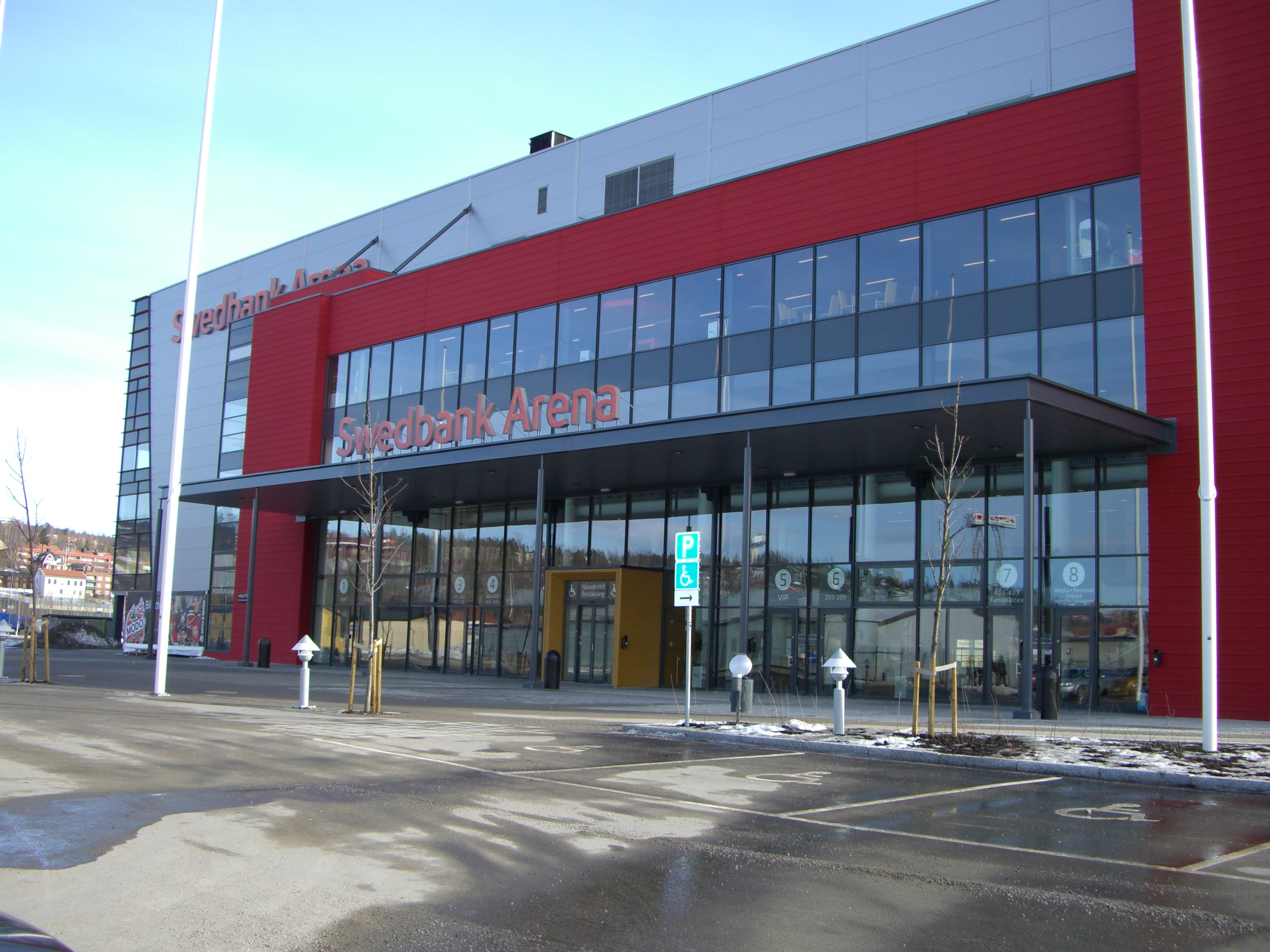
Der Haupteingang mit altem Namen im März 2007
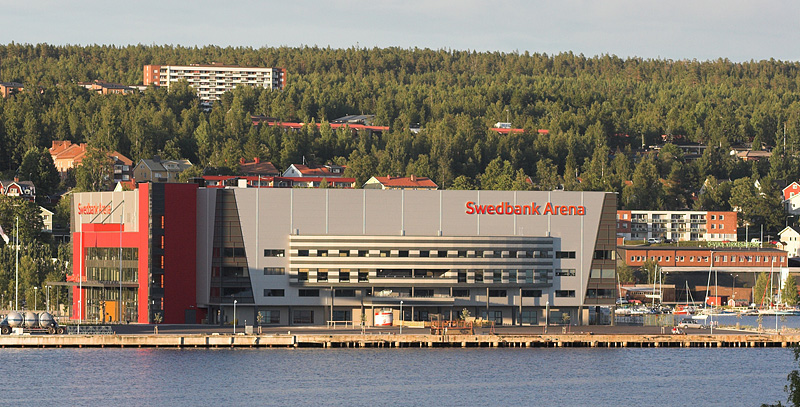
Die Halle mit altem Namen im Juli 2007
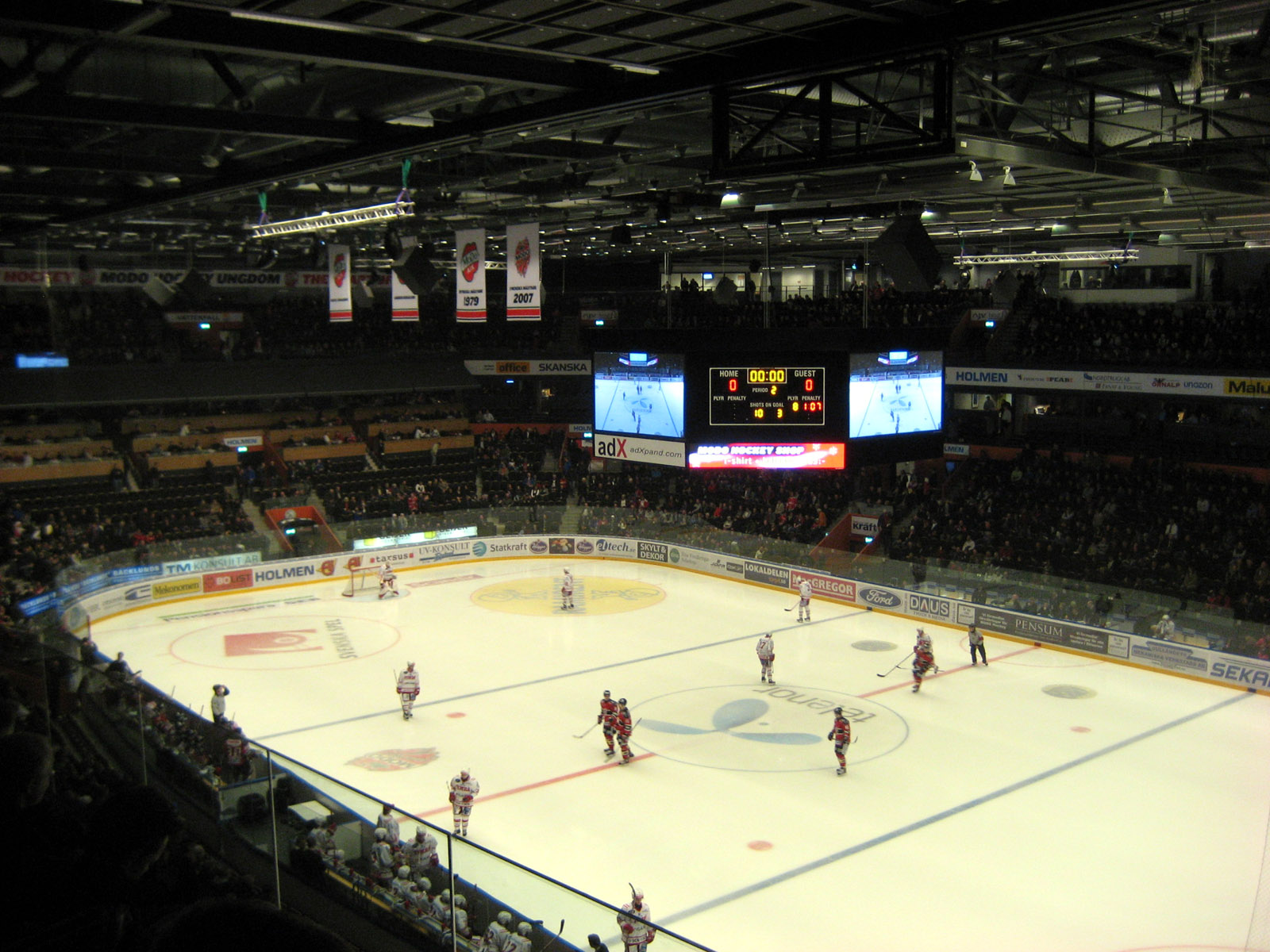
Das Center bei einem Eishockeyspiel der Elitserien am 26. November 2007 zwischen MODO Hockey und dem Timrå IK (2:0)
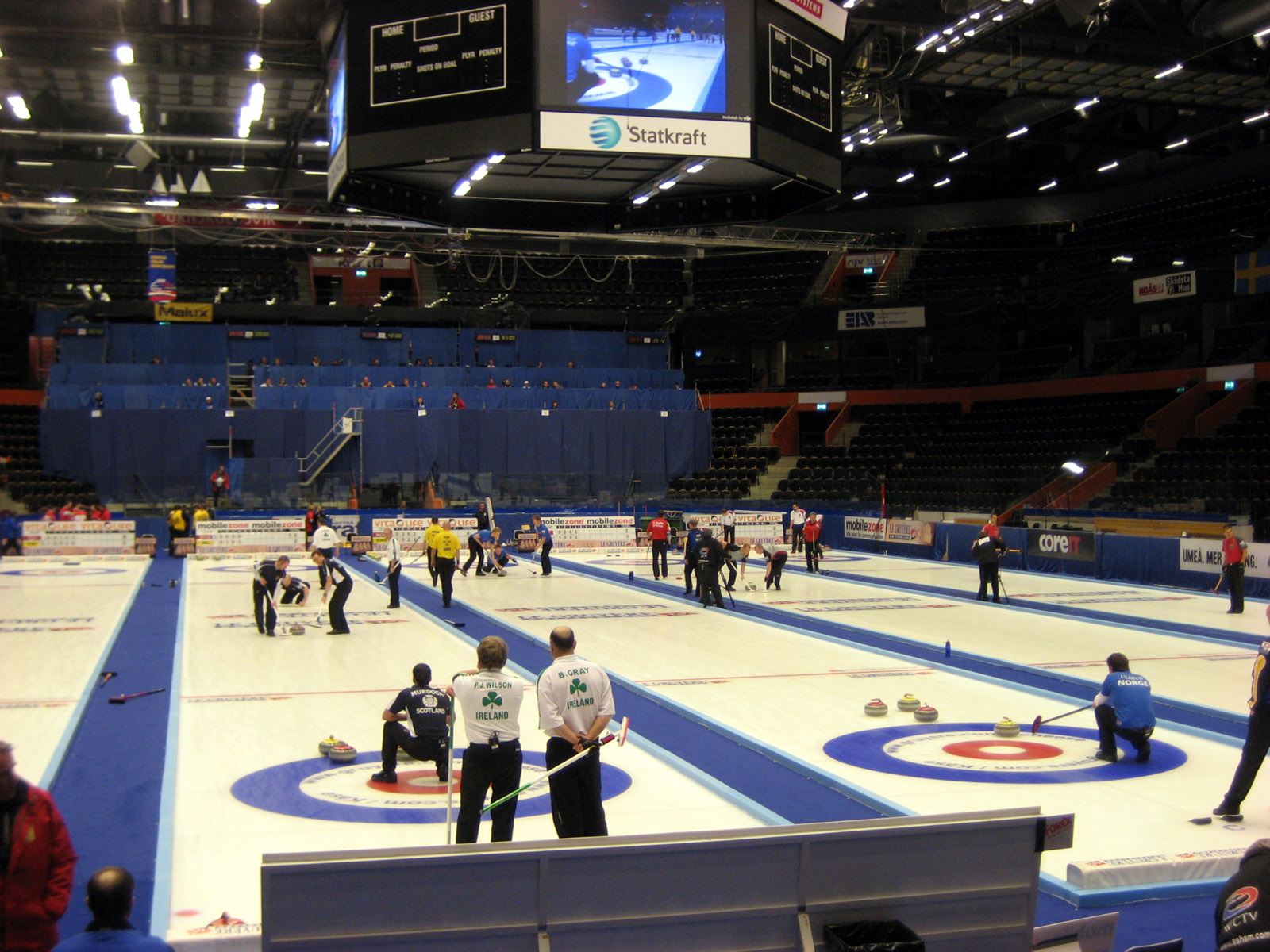
Die Curling-Europameisterschaft 2008 in der Arena
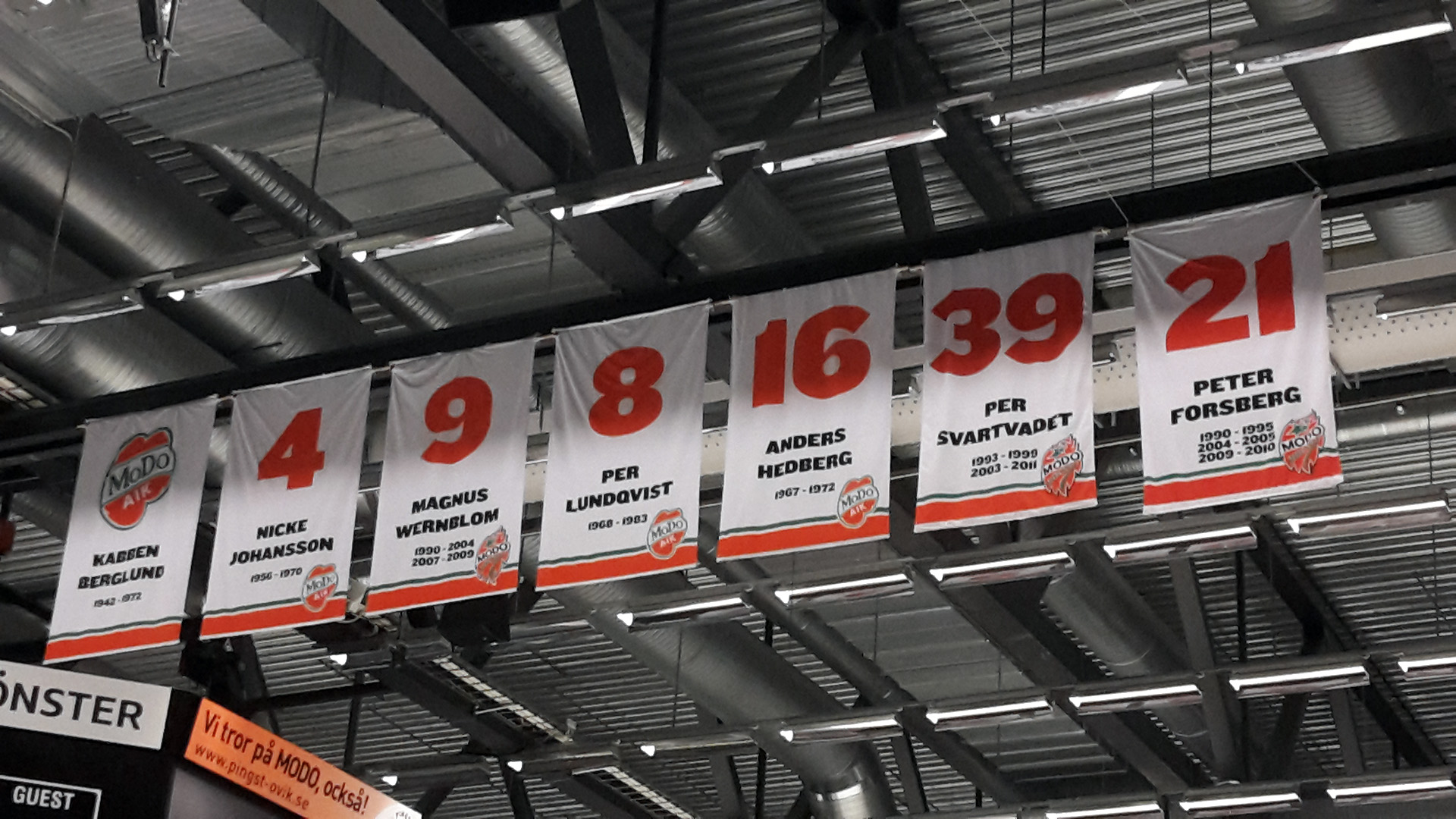
Die Banner der nicht mehr zu vergebenden Trikotnummern von MODO Hockey unter der Hallendecke (Juli 2015)